# Hiob-Syndrom
Das Hiob-Syndrom, Hyper-IgE-Syndrom oder Hyperimmunglobulin-E-Syndrom ist eine entzündliche Hauterkrankung mit Entzündungen der oberen Luftwege und der Lunge.
Die Bezeichnung spielt auf das Buch Hiob 2,7 an und geht auf eine Publikation von 1966 zurück. Ein Synonym ist Buckley-Syndrom nach einer Publikation von 1972.

## Häufigkeit und Entstehung
Die Häufigkeit wird mit 1–9 zu 100.000 angegeben, die Vererbung erfolgt autosomal-dominant. Bei 70 % der Patienten finden sich heterozygote Mutationen im STAT-Gen auf Chromosom 17 am Genort q21.31. STAT3 ist für die Kontrolle von Infektionen mit Pilzen und extrazellulären Bakterien mit zuständig.

## Diagnose
Diagnostische Kriterien sind:
- Bereits im Säuglings- oder Kleinkindesalter beginnende ekzematoide Dermatitis
- Rezidivierende abszedierende Infektionen im Gesicht und in den oberen Luftwegen, rezidivierende Lungenentzündungen mit Bildung von Pneumatozelen.
- Hautabszesse auch ohne klinische Entzündungszeichen

Spätkomplikationen sind respiratorische Insuffizienz; malignes Lymphom, systemischer Lupus erythematodes in Einzelfällen.
Außerdem wurden Gesichtsauffälligkeiten wie raue Haut, Asymmetrie, prominente Stirn, tiefliegende Augen, breiter Nasenrücken beschrieben.
Bei über 60 % findet sich eine Skoliose, bei 50 % kommt es zu vermehrten Knochenbrüchen.
Regelmäßig liegen Anomalien der Zahnentwicklung vor.
Es besteht ein erhöhtes Risiko für Autoimmunkrankheiten und lymphoproliferative Krankheiten.
Als pathognomonisch gelten im Labor eine polyklonale IgE-Erhöhung, Staphylokokken- und Candida-spezifische IgE-Erhöhung, hohes Serum-IgE (>2000 IU/ml), Eosinophilie.
Abzugrenzen sind Mukoviszidose und Septische Granulomatose sowie schweres atopisches Ekzem und HIV-Infektion, ferner ein seltenes autosomal-rezessives Hyper-IgE-Syndrom.

## Therapie und Prognose
Eine kausale Behandlung ist nicht bekannt, wesentlich ist die Bekämpfung von Infektionen.
Die Patienten können bei guter Betreuung 50 Jahre alt oder älter werden.